# Лабарк-Крік (Міссурі)
Лабарк-Крік (англ. LaBarque Creek) — переписна місцевість (CDP) в США, в окрузі Джефферсон штату Міссурі. Населення — 1658 осіб (2020).

## Географія
Лабарк-Крік розташований за координатами 38°25′1″ пн. ш. 90°40′48″ зх. д. / 38.41694° пн. ш. 90.68000° зх. д. (38.417006, -90.679886).  За даними Бюро перепису населення США в 2010 році переписна місцевість мала площу 45,67 км², з яких 45,48 км² — суходіл та 0,18 км² — водойми.

## Демографія
Згідно з переписом 2010 року, у переписній місцевості мешкало 1558 осіб у 563 домогосподарствах у складі 478 родин. Густота населення становила 34 особи/км².  Було 582 помешкання (13/км²).
Расовий склад населення:
| - 98,1 % — білих - 0,4 % — корінних американців - 0,4 % — азіатів - 0,3 % — чорних або афроамериканців |

До двох чи більше рас належало 0,5 %. Частка іспаномовних становила 1,9 % від усіх жителів.
За віковим діапазоном населення розподілялося таким чином: 22,7 % — особи молодші 18 років, 67,1 % — особи у віці 18—64 років, 10,2 % — особи у віці 65 років та старші. Медіана віку мешканця становила 46,4 року. На 100 осіб жіночої статі у переписній місцевості припадало 105,3 чоловіків;  на 100 жінок у віці від 18 років та старших — 102,4 чоловіків також старших 18 років.
Середній дохід на одне домашнє господарство  становив 128 934 долари США (медіана — 95 903), а середній дохід на одну сім'ю — 137 710 доларів (медіана — 96 991). Медіана доходів становила 75 250 доларів для чоловіків та 53 939 доларів для жінок. За межею бідності перебувало 0,9 % осіб, у тому числі 0,0 % дітей у віці до 18 років та 7,6 % осіб у віці 65 років та старших.
Цивільне працевлаштоване населення становило 1056 осіб. Основні галузі зайнятості: освіта, охорона здоров'я та соціальна допомога — 30,5 %, будівництво — 17,5 %, виробництво — 13,8 %.